# Iskra HR 84
Iskra HR 84 (hišni računalnik) prototip je kućnog računala slovenske tvrtke Iskra. Strojni dio računala razvijan je u suradnji s Mikroračunalnim klubom u Ljubljani (na osnovi mikroračunala Abacus), a programski u suradnji s Visokom tehničkom školom u Mariboru.
Prototip se sastojao od tri jedinice: tipkovnice, središnje jedinice te zaslona. Bile su predviđene dvije vrste tipkovnica: sa 60 ili 72 (dodatni numerički dio) tipke. Zaslon je bio Iskrin crnobijeli televizijski uređaj s video ulazom. Na stražnjoj strani središnje jedinice nalazila se tipka za resetiranje, priključci za tipkovnicu, zaslon, te kasetofon.
ROM računala sadržavao je programski jezik BASIC, monitor program, te asembler i disasembler. Serijska proizvodnja predviđala je još i paralelno sučelje za pisač, sučelje za disketnu jedinicu, A/D i D/A pretvarač, te grafiku razlučivosti 256×128 točkica.
U jesen 1984. godine u sklopu probne proizvodnje bilo je proizvedeno 100 komada koji su donirani školama i drugim ustanovama, a ubrzo nakon toga, od projekta se odustalo.

## Značajke
- mikroprocesor: Motorola 6809
- memorija: ROM 16 kB, RAM 16 kB (s mogućnošću proširenja do 48 kB)
- prikaz na zaslonu: 40×24 znaka